# Noel Luces
Noel Luces (23 de dezembro de 1948 — 13 de março de 2012) foi um ciclista trinitário-tobagense que competiu para Trinidad e Tobago nos Jogos Olímpicos de Verão de 1968 na prova de perseguição por equipes (4 000 m).